# Michael Mogaladi
Michael Mogaladi (ur. 7 lipca 1982) – botswański piłkarz grający na pozycji ofensywnego pomocnika. W swojej karierze rozegrał 54 mecze i strzelił 4 gole w reprezentacji Botswany.

## Kariera klubowa
Swoją karierę piłkarską Mogaladi rozpoczął w klubie TASC FC. W sezonie 2001/2002 zadebiutował w jego barwach w botswańskiej pierwszej lidze. W debiutanckim sezonie zdobył z nim Puchar Botswany. W 2003 roku przeszedł do Botswana Defence Force XI FC. W sezonie 2003/2004 sięgnął z nim po dublet - mistrzostwo i puchar kraju. W 2005 odszedł do BMC Lobatse, w którym grał przez rok. W sezonie 2006/2007 był zawodnikiem południowoafrykańskiego klubu Maritzburg United FC. W 2008 został piłkarzem Mochudi Centre Chiefs SC, gdzie grał do końca swojej kariery, czyli do 2014 roku. Trzykrotnie wywalczył z nim mistrzostwo kraju w sezonach 2007/2008, 2011/2012 i 2012/2013, trzykrotnie wicemistrzostwo w sezonach 2008/2009, 2009/2010 i 2010/2011 oraz zdobył puchar kraju w sezonie 2007/2008.

## Kariera reprezentacyjna
W reprezentacji Botswany Mogaladi zadebiutował 14 grudnia 2002 roku w wygranym 1:0 towarzyskim meczu z Zambią, rozegranym w Gaborone. Od 2002 do 2014 wystąpił w kadrze narodowej 54 razy i strzelił 4 gole.